# CAC 40
CAC 40 este indicele bursier al pieței de capital din Franța. Este alcătuit din cele mai mari 40 de companii (blue chip-uri) tranzacționate la Bourse de Paris. Numele indexului vine de la Cotation Assistée en Continu (Cotație Asistată Continuu).
Valoarea inițială a indicelui - 1000 de puncte - a fost stabilită la 31 decembrie 1987.

## Calculul indicelui
Indicele este calculat ca media aritmetică a prețurilor acțiunilor ponderate în funcție de capitalizare ale celor mai mari 40 de companii listate la bursa Euronext Paris. Fiecare dintre cele patruzeci de companii are indicele propriu, care este ponderat în funcție de valoarea titlurilor companiei disponibile pe piață. Ponderile variază de la companie la companie, în funcție de capitalizarea free float. În timpul evaluării compania este trunchiată la o pondere maximă de 15% în CAC 40.
Începând cu 1 decembrie 2003, la calculul capitalizării sunt luate în considerare doar acțiunile în free float.
Indicele este calculat la fiecare 30 de secunde în zilele lucrătoare a bursei între orele 9:00 și 17:30 CET.

## Criterii de selecție
Compoziția CAC 40 este actualizată trimestrial de către comitetul de experți Conseilcientifique des indices (CSI). Modificările întotdeauna intră în vigoare în a treia vineri din martie, iunie, septembrie și decembrie. Numărul de acțiuni în free float este revizuit în fiecare septembrie.